# Џамија Сузи Челебија
Џамија Сузи Челебија (алб. Xhamia e Suzi Çelebiut) је османска џамија која се налази у Призрену.

## Опште информације
Сузи Челебији и брату Нехарију, турским песницима, приписује се градња једне од најстаријих џамија у Призрену, која носи назив Сузијева џамија. Подаци говоре да је џамија лоцирана уз леву обалу Бистрице сазидана 1512. или по хиџри 939. године. Сузи Челебији се приписује и чесма испред џамије као и мост у близини џамије. У дворишту џамије сахрањени су Сузи и његов брат Нехарије.
Овај верски објекат сматра се једним од најстаријих муслиманских у Призрену. Подигнут је 1512/13. од стране Сузи Челебија који је саградио и мејтеп (школу), библиотеку, чесму и мост у округу Сузи.
За реновирање џамије, као и за изградњу мунаре заслужан је Имер бег. Џамија је у потпуности обновљена деведесетих година 20. века.